# Pensaukee (Wisconsin)
Pensaukee es un pueblo ubicado en el condado de Oconto en el estado estadounidense de Wisconsin.  

## Geografía
Pensaukee se encuentra ubicado en las coordenadas 44°47′45″N 87°57′45″O / 44.79583, -87.96250. Según la Oficina del Censo de los Estados Unidos, Pensaukee tiene una superficie total de 92.36 km², de la cual 92.06 km² corresponden a tierra firme y (0.33%) 0.31 km² es agua.

## Demografía
Según el censo de 2010,había 1.381 personas residiendo en Pensaukee. La densidad de población era de 14,95 hab./km². De los 1.381 habitantes, Pensaukee estaba compuesto por el 97.54% blancos, el 0.07% eran afroamericanos, el 0.65% eran amerindios, el 0.72% eran de otras razas y el 1.01% pertenecían a dos o más razas. Del total de la población el 2.1% eran hispanos o latinos de cualquier raza.
Para el censo de 2020, la cantidad de habitantes se redujo a 1.352 personas, de las cuales 1.268 eran blancos, 5 amerindios, 2 asiáticos, 3 afroamericanos, 25 hispanos o latinos, 9 de otra raza y 65 de dos o más razas.